# Squash bei den World Games
Die World Games finden alle vier Jahre statt, Squash ist dabei eine der Wettkampfsportarten. Die Spiele werden von der International World Games Association (IWGA) ausgerichtet. Squash war erstmals 1997 bei den World Games vertreten, gespielt wird ausschließlich im Einzel. 2001 war es kein Teil der World Games, ehe es seit 2005 durchgängig wieder zum Programm gehört.

## Herren
| Jahr | Ort        | Gold             | Silber          | Bronze                       |
| ---- | ---------- | ---------------- | --------------- | ---------------------------- |
| 2025 | Chengdu    | Victor Crouin    | Balázs Farkas   | Miguel Ángel Rodríguez       |
| 2022 | Birmingham | Victor Crouin    | Grégoire Marche | Miguel Ángel Rodríguez       |
| 2017 | Breslau    | Simon Rösner     | Grégoire Marche | Mathieu Castagnet            |
| 2013 | Cali       | Grégory Gaultier | Simon Rösner    | Miguel Ángel Rodríguez       |
| 2009 | Kaohsiung  | Nick Matthew     | James Willstrop | Mohd Azlan Iskandar          |
| 2005 | Duisburg   | Peter Nicol      | Thierry Lincou  | Nick Matthew James Willstrop |
| 1997 | Lahti      | Ahmed Barada     | Derek Ryan      | Graham Ryding                |

## Damen
| Jahr | Ort        | Gold              | Silber          | Bronze                          |
| ---- | ---------- | ----------------- | --------------- | ------------------------------- |
| 2025 | Chengdu    | Satomi Watanabe   | Marie Stephan   | Marta Domínguez                 |
| 2022 | Birmingham | Tinne Gilis       | Lucy Beecroft   | Coline Aumard                   |
| 2017 | Breslau    | Camille Serme     | Joey Chan       | Nicol David                     |
| 2013 | Cali       | Nicol David       | Natalie Grinham | Camille Serme                   |
| 2009 | Kaohsiung  | Nicol David       | Natalie Grinham | Omneya Abdel Kawy               |
| 2005 | Duisburg   | Nicol David       | Rachael Grinham | Omneya Abdel Kawy Linda Elriani |
| 1997 | Lahti      | Sarah Fitz-Gerald | Sabine Schöne   | Leilani Joyce                   |

## Medaillenspiegel
| Platz  | Land           | Gold | Silber | Bronze | Gesamt |
| ------ | -------------- | ---- | ------ | ------ | ------ |
| 1      | Frankreich     | 4    | 4      | 3      | 11     |
| 2      | Malaysia       | 3    | −      | 2      | 5      |
| 3      | Großbritannien | 2    | 2      | 3      | 7      |
| 4      | Deutschland    | 1    | 2      | −      | 3      |
| 5      | Australien     | 1    | 1      | −      | 2      |
| 6      | Ägypten        | 1    | −      | 2      | 3      |
| 7      | Belgien        | 1    | −      | −      | 1      |
| 7      | Japan          | 1    | −      | −      | 1      |
| 9      | Niederlande    | −    | 2      | −      | 2      |
| 10     | Hongkong       | −    | 1      | −      | 1      |
| 10     | Irland         | −    | 1      | −      | 1      |
| 10     | Ungarn         | −    | 1      | −      | 1      |
| 13     | Kolumbien      | −    | −      | 3      | 3      |
| 14     | Kanada         | −    | −      | 1      | 1      |
| 14     | Neuseeland     | −    | −      | 1      | 1      |
| 14     | Spanien        | −    | −      | 1      | 1      |
| Gesamt | Gesamt         | 14   | 14     | 16     | 44     |